# Wladimir Wassiljewitsch Pyschnenko
Wladimir Wassiljewitsch Pyschnenko (russisch Владимир Васильевич Пышненко; * 25. März 1970 in Rostow am Don) ist ein ehemaliger russischer Schwimmer. Der Spezialist im Freistilschwimmen gewann bei Olympischen Spielen eine Goldmedaille und drei Silbermedaillen. Bei Weltmeisterschaften erkämpfte er zweimal Silber und bei Europameisterschaften erschwamm er viermal Gold.

## Sportliche Karriere
Der 1,94 Meter große Pyschnenko gewann bei den Europameisterschaften 1991 in Athen den Titel mit der sowjetischen 4-mal-200-Meter-Freistilstaffel in der Besetzung Wladimir Pyschnenko, Dmitri Lepikow, Jewgeni Sadowy und Weniamin Tajanowitsch. Im Ziel hatte das Quartett über zwei Sekunden Vorsprung vor der italienischen Staffel.
Im Jahr darauf gab es keine sowjetische Mannschaft mehr. 1992 trat das Vereinte Team für die Gemeinschaft Unabhängiger Staaten an, die drei baltischen Staaten starteten mit eigenen Mannschaften. Bei den Olympischen Spielen 1992 in Barcelona wurde Pyschnenko Fünfter über 200 Meter Freistil. Die erste Staffelentscheidung war die 4-mal-200-Meter-Freistilstaffel. Im Vorlauf erzielten Dmitri Lepikow, Alexei Kudrjawzew, Juri Muchin und Weniamin Tajanowitsch die schnellste Zeit. Im Finale waren Lepikow, Pyschnenko, Tajanowitsch und Sadowy 5,7 Sekunden schneller als die Vorlaufstaffel und siegten mit neuem Weltrekord von 7:11,95 Minuten mit dreieinhalb Sekunden Vorsprung vor den Schweden und dem Quartett aus den Vereinigten Staaten. Alle sechs beteiligten Schwimmer aus dem Vereinten Team erhielten eine Goldmedaille. Zwei Tage später schwamm die 4-mal-100-Meter-Freistilstaffel mit Pawlo Chnykin, Wladimir Pyschnenko, Weniamin Tajanowitsch und Juri Baschkatow die schnellste Vorlaufzeit. Im Endlauf waren Chnykin, Gennadi Prigoda, Baschkatow und Alexander Popow nahezu zeitgleich und schlugen als Zweite hinter dem US-Team an. Die 4-mal-100-Meter-Lagenstaffel mit Wladimir Selkow, Dmitri Wolkow, Wladislaw Kulikow und Wladimir Pyschnenko schwamm die zweitbeste Vorlaufzeit. Im Endlauf waren Selkow, Wassili Iwanow, Pawlo Chnykin und Alexander Popow fast vier Sekunden schneller als die Vorlaufstaffel und erreichten das Ziel anderthalb Sekunden nach dem US-Quartett, aber eine Sekunde vor den drittplatzierten Kanadiern.
Ab Ende 1992 startete Pyschnenko als Mitglied der russischen Mannschaft. Bei den Europameisterschaften 1993 in Sheffield belegte er zunächst den siebten Platz über 200 Meter Freistil. Die 4-mal-200-Meter-Freistilstaffel mit Lepikow, Pyschenko, Muchin und Sadowy gewann mit fast drei Sekunden Vorsprung auf die deutsche Staffel. In der 4-mal-100-Meter-Freistilstaffel schwammen Wladimir Predkin, Pyschnenko, Sadowy und Alexander Popow eine halbe Sekunde schneller als die Schweden, die Deutschen wurden Dritte. 1994 bei den Weltmeisterschaften in Rom gewann Pyschnenko das B-Finale über 200 Meter Freistil und wurde damit Neunter der Gesamtwertung. Die 4-mal-200-Meter-Freistilstaffel mit Muchin, Pyschnenko, Denis Pankratow und Roman Schtschogolew erreichte mit 0,39 Sekunden Rückstand auf die Schweden als Zweite das Ziel. In der 4-mal-100-Meter-Freistilstaffel siegte das Quartett aus den Vereinigten Staaten mit über einer Sekunde Vorsprung vor Roman Schtschogolew, Wladimir Predkin, Pyschenko und Popow.
1996 bei den Olympischen Spielen in Atlanta nahm Pyschnenko als einziger Russe am Wettbewerb über 200 Meter Freistil teil. Als Dritter des B-Finales wurde er Elfter der Gesamtwertung. Die 4-mal-100-Meter-Freistilstaffel mit Roman Jegorow, Denis Pimankow, Konstantin Uschkow und Wladimir Pyschnenko schwamm die fünftbeste Vorlaufzeit. Im Finale waren Jegorow, Popow, Predkin und Pyschnenko drei Sekunden schneller als die Vorlaufstaffel und erkämpften die Silbermedaille hinter der US-Staffel aber 0,14 Sekunden vor den Deutschen auf dem Bronzerang. 1997 bei den Europameisterschaften in Sevilla erreichte Pyschnenko den sechsten Platz über 200 Meter Freistil. Alexander Popow, Roman Jegorow, Denis Pimankow und Wladimir Pyschnenko siegten mit anderthalb Sekunden Vorsprung vor der deutschen 4-mal-100-Meter-Freistilstaffel.
1998 wurde der Weltrekord der 4-mal-200-Meter-Freistilstaffel von 1992 durch die australische Staffel unterboten, als Europarekord bestand er bis 2001.
Pyschnenko wurde später Schwimmtrainer in den Vereinigten Staaten. Er ist verheiratet mit der Schwimmerin Natalia Meschtscherjakowa.